# Josef Richard Rozkošný
Josef Richard Rozkošný (21. září 1833, Praha – 3. června 1913 tamtéž) byl český klavírista a hudební skladatel.

## Život
Josef Richard Rozkošný se narodil 21. září 1833 v Praze. Byl to člověk širokého nadání a zájmů. Kromě hudby studoval v Praze filosofii, techniku a malířství.
Klavír studoval u Josefa Jiránka na Hudebně vzdělávacím ústavu (Musikbildungsanstalt), který vedl vynikající hudební pedagog Josef Proksch. Ve skladbě byl žákem Jana Bedřicha Kittla. V 11 letech již veřejně vystupoval a své první skladby publikoval jako sedmnáctiletý. V roce 1855 vykonal velmi úspěšné koncertní turné po Uhrách, Srbsku a Rumunsku.
Po návratu se stal úředníkem České spořitelny. Byl sbormistrem amatérského sboru Lukes a předsedou hudebního odboru Umělecké besedy. Kromě toho byl i členem České akademie věd a umění.
Josef Richard Rozkošný zemřel v Praze 3. června 1913.

## Dílo
Josef R. Rozkošný byl velmi plodným skladatelem. Nepřinesl sice nic převratného do vývoje světové či české hudby, ale jeho klavírní skladby, písně a sbory byly ve své době velmi oblíbené a při nejmenším přispěly k rozvoji domácího a společenského pěstování české hudby. Jeho skladby byly silně ovlivněny hudbou Fexlixe Mendelssohna-Bartholodyho a Charlese Gounoda.
Nejúspěšnější však byla jeho operní tvorba. O opeře „Svatojanské proudy“ (1871) se (podle Rozkošného pamětí) pochvalně vyjádřil i Bedřich Smetana a na scéně Prozatímního a Národního divadla byla hrána celkem 35krát. Jeho opera „Popelka“ (1885) byla dokonce první českou operou na pohádkový námět vůbec a její úspěch překonal všechna očekávání. Jen v Praze měla 67 repríz.

### Opery
- Ave Maria (1855 nebo 1856, libreto V. Trappl, provedeno jen soukromě, ztraceno)
- Mikuláš (1870)
- Svatojanské proudy (také Vltavská víla - 1871)
- Záviš z Falkenštejna (1877)
- Mladí pytláci (Pytláci) (1877, libreto Jindřich Hanuš Böhm, neprovedeno, ztraceno)
- Alchymista (1880, libreto Jindřich Hanuš Böhm, neprovedeno, ztraceno)
- Popelka (1885)
- Krakonoš (1889)
- Stoja (1894)
- Satanela (1898)
- Černé jezero (také Šumavská víla - 1906)
- Rusalka (nedokončeno)

### Další významné skladby
- Růže – melodram
- Odysseus – symfonická báseň (1884)
- Sen lásky – symfonická báseň (1886)
- Lumír – kantáta (1881)
- Mše B dur (1856)